# Vic Voyage
Vic Voyage est une série de bande dessinée créée par Sergio Macedo et publiée à partir de 1982 dans Circus, puis en cinq albums de 1983 à 1989. Le héros est un aventurier, d'origine inconnue, chargé d'annoncer aux hommes la nécessité de vivre harmonieusement avec la nature.

## Résumé
Vic Voyage est un aventurier des océans, d'origine inconnue. Il est recueilli et élevé par le capitaine d'un bateau australien, qui l'initie aux mystères de l'océan Pacifique.
Il voyage à travers les mers sur son bateau, le tropicalis, en compagnie de ses amis Ralf von Samba et le docteur Jah. Il fait la connaissance de la charmante Rita, et part dans la jungle rechercher une cité mythique, Agharta.
Il est chargé d'annoncer aux hommes qu'ils périront, s'ils refusent de vivre en pleine harmonie avec la nature qui les entoure.

## Personnages
- Vic Voyage, le héros, aventurier de l'océan Pacifique, investi d'une mission divine pour réconcilier les hommes et la nature[1].
- Ralf von Samba, ami de Vic Voyage[1].
- Le docteur Jah, médecin, ami de Vic Voyage[1].
- Rita, belle jeune femme brune, amie de Vic Voyage[1].

## Historique de la série
La série est créée en 1982 par Sergio Macedo, qui en assure le scénario et les dessins. Elle est d'abord prépubliée dans la revue Circus de 1982 à 1984. Elle paraît ensuite en albums aux éditions Glénat en 1983 et 1985, aux éditions Aedena en 1985 et 1986, puis au Vaisseau d'argent pour le cinquième album en 1989.

## Jugements
Pour Henri Filippini, cette série à l'univers fantastique et mystique bénéficie de dessins très réalistes avec de beaux personnages bien représentés. Mais selon lui, le scénario en est peu adroit et utopique.

## Albums
Cinq albums sont publiés de 1983 à 1989, successivement aux éditions Glénat, Aedena et Vaisseau d'argent :
1. Eldorado : Le trésor de Païtiti, texte et dessin de Sergio Macedo, Glénat, mai 1983, 46 planches  (ISBN 2-7234-0363-7) ;
2. Eldorado: À la recherche d'Agharta, texte et dessin de Sergio Macedo, Glénat, avril 1985, 47 planches  (ISBN 2-7234-0521-4) ;
3. Pacifique Sud 1, texte et dessin de Sergio Macedo, Aedena, avril 1985, 46 planches  (ISBN 2-905035-06-4) ;
4. Pacifique Sud 2 - Le Mystère des atolls, texte et dessin de Sergio Macedo, Aedena, juin 1986, 46 planches  (ISBN 2-905035-27-7) ;
5. Brasil !, texte et dessin de Sergio Macedo, Vaisseau d'argent, octobre 1989, 72 planches  (ISBN 2-87757-005-3).